# 54a Divisió (Japó)
La 54a Divisió (第54師団, Dai-gojūyon Shidan) va ser una divisió d'infanteria de l'Exèrcit Imperial Japonès. El seu indicatiu era la Divisió de Soldats (兵兵団, Hei Heidan).

## Història
Es va formar el 10 de juliol de 1940 a Himeji, simultàniament amb les divisions 51a, 52a, 55a, 56a i 57a. El nucli de formació era el quarter general de la 10a divisió. Els homes de la 54a divisió van ser reclutats a les prefectures de Hyōgo, Okayama i Tottori. La 54a divisió va ser inicialment assignada a l'Exèrcit del Districte Central.
El febrer de 1943, la divisió va ser assignada al Setzè Exèrcit. La major part de la divisió havia navegat des de Moji a bord del vaixell "Miike Maru", juntament amb la 30a Brigada Mixta Independent. El 23 d'abril de 1943 va desembarcar a Xangai i va marxar de nou cap a Saigon el 19 de juliol de 1943, arribant el 30 de juliol de 1943. El 154è regiment d'infanteria i la companyia de transmissions havien seguit i van arribar el 12 de maig de 1943 des de la terminal d'Ujina d'Hiroshima a bord dels vaixells "Takoma Maru" i "Nagato Maru", va arribar directament a Singapur el 9 de juny de 1943. La 54a divisió va ser resubordinada al Vint-i-Vuitè Exèrcit el gener de 1944 i enviada a Birmània.
La 54a Divisió va romandre a la regió d'Arakan de Birmània durant la batalla del Departament d'administració el febrer de 1944. Des de desembre de 1944, va patir grans pèrdues a la batalla de Meiktila i Mandalay, inclosa la batalla del turó 170 el gener de 1945 i, en general, va estar en completa retirada al riu Irauadi l'abril de 1945. Durant la batalla del revolt del Sittang al juliol-agost de 1945, va patir més del 50% de pèrdues per focs d'obusos enemics, atacs aeris, còlera i disenteria. En la rendició del Japó el 15 d'agost de 1945, la 54a divisió estava situada a les costes orientals del riu Sittang.

## Unitats subordinades
- Quarter General de la Brigada d'Intanteria 
  - 111. Regiment d'infanteria (Himeji)
  - 121. Regiment d'infanteria (Tottori)
  - 154. Regiment d'infanteria (Okayama)
- 54. Regiment de reconeixement
- 54. Regiment d'artilleria de camp
- 54. Regiment d'enginyers
- 54. Regiment de transport
- 54. Companyia de transmissions
- 54. Companyia de plana major
- 54. Companyia sanitària
  - 54/1. Hospital de camp
  - 54/2. Hospital de camp
  - 54/4. Hospital de camp
- 54. Departament de prevenció d'epidèmies i purificació de l'aigua